# 井上長秋
井上 長秋（いのうえ ながあき）は、江戸時代後期の薩摩藩士、明治初期の官吏。通称は石見（いわみ）。

## 略歴
鹿児島郡坂本福ヶ迫の諏訪神社（現.長田神社）神職の家に生まれる。兄に藤井良節（本名:井上経徳、通称:井上出雲など）。幕末動乱期において、兄と共に岩倉具視ら倒幕派の公家と藩との連絡役を務める。
慶応4年（1868年）、西郷隆盛、大久保利通らと共に参与に任ぜられ、箱館府判事を命ぜられる。明治元年（1868年）9月、択捉島視察の帰途に遭難、行方不明となる。
北海道神宮末社の開拓神社に開拓功労者の一人として祀られている。
大正13年（1924年）、正五位を追贈された。